# Malbrook
Malbrook ist eine norddeutsche Folkgruppe, die sich mit den Verwandtschaften in den Musiktraditionen Nordeuropas auf der Basis von traditioneller Musik aus Norddeutschland beschäftigt.
Der Begriff ‚Malbrook‘ (ostfriesisch-niederdeutsch für „Tollhose“, „De malle Brook oder Broek“) bezeichnet einen ausgelassenen, verrückten, oder wild herumtanzenden Menschen. Das ebenfalls in Ostfriesland bekannte Tanzstück Malbrook ist eine Variante des in ganz Europa verbreiteten französischen Liedes Malbrough s’en va-t-en guerre über John Churchill, den ersten Duke of Marlborough (1650–1722).

## Geschichte
Entwickelt hat sich die Gruppe Malbrook im Jahre 2003 aus dem gleichnamigen CD-Projekt von Wolfgang Meyering, das er zusammen mit befreundeten Musikern aus Norddeutschland und Bohuslän (Westschweden) eingespielt hat. Ursprünglich war „Malbrook“ als Projekt und nicht als konzertierende Gruppe geplant. Nach der Produktion der CD Malbrook entschlossen sich aber die Harfenistin Merit Zloch, der Dudelsack- und Schlüsselfidelspieler Ralf Gehler und der Sänger und Mandolaspieler Wolfgang Meyering, als Gruppe zusammen zu bleiben und Konzerte zu geben. Seit 2005 ist die Geigerin und Sängerin Vivien Zeller als festes viertes Mitglied bei der Gruppe Malbrook. In den vergangenen Jahren arbeitete die Gruppe mit verschiedenen Musikern und Gruppen aus Nordeuropa zusammen, unter anderem Kristine Heebøll (Dänemark), den Schweden Anders Ådin, Christer Ådin, Mia Gunberg-Ådin, Anna Rynefors, Erik Ask-Upmark und Janne Strömstedt, Trio Mio (Dänemark/Schweden), RO:TORO (Estland) und Phønix (Dänemark), und gab Konzerte in vielen europäischen Ländern, unter anderem in Polen, Tschechien, Dänemark, Schweden, Estland und den Niederlanden. Einige der nordeuropäischen Musiker waren auch an der zweiten Malbrook-CD Qwade Wulf beteiligt, die im Januar 2008 erschien.

## Musik
Das Repertoire der Gruppe Malbrook besteht aus traditionellen Melodien und Eigenkompositionen im traditionellen Stil aus Norddeutschland, nimmt aber auch musikalische Einflüsse aus verwandten Musiktraditionen Nordeuropas auf, etwa aus den Niederlanden, Dänemark, Schweden und Estland. In diesen Ländern spielte die niederdeutsche Sprache historisch eine wichtige Rolle. Die Lieder der Gruppe werden auf Niederdeutsch gesungen, in Dialekten, die im äußersten Nordwesten Deutschlands entlang der Grenze zu den Niederlanden gesprochen werden. 
Einen weiteren Schwerpunkt der Gruppe bilden Polonessen (auch als Polonoisen, Polonaisen oder Polsch bekannt), eine Tanzform, die in ganz Nordeuropa verbreitet ist und zum Beispiel in Schweden oft als „Slängpolska“ gespielt wird. Die Poloness ist nahe verwandt mit der Schwedischen Polska und dem norwegischen Pols.
Die Lieder der Gruppe in niederdeutscher Sprache gehen in erster Linie auf Texte und Melodien aus dem ausgehenden Mittelalter und der frühen Neuzeit zurück.

## Besetzung
- Vivien Zeller: Geige, Gesang
- Ralf Gehler: Schäferpfeife (G/A), Svenska Säckpipa (A/D), Schlüsselfidel, Maultrommel, C-Klarinette, Gesang
- Wolfgang Meyering: Gesang, Mandola, Mandoline, Holunderklarinette, Flöten, Tamburin, Loops
- Ernst Poets: Concertina, Keyboard

## Auszeichnungen
- 2005: Weltmusikpreis „Ruth“ in der Kategorie „Neue Projekte“
- 2007: 2. Platz beim Eisernen Eversteiner Plauen
- 2008: Preis der deutschen Schallplattenkritik 2/2008 in der Sparte Ethnische Musik/Folk/Folklore für die CD Qwade Wulf

## Diskographie
- 2003: Malbrook (Eigenverlag)
- 2004: Malbrook (Westpark Music)
- 2005: TFF.Rudolstadt, DVD Sampler
- 2006: Tønder Festival, Sampler
- 2008: Qwade Wulf (Westpark Music)